# Carl Röhling
Ernst Carl August Röhling (auch: Karl Roehling; * 21. November 1849 in Berlin; † 25. Oktober 1922 ebenda) war ein deutscher Bildhauer, Genremaler, Illustrator, Radierer und Zeichner, der zunächst in Kreuzberg und später in Charlottenburg in der Caspar-Theyß-Straße 9 lebte, als freischaffender Künstler arbeitete und sich überwiegend historischen Themen widmete.

## Leben
Röhling war ein Sohn des Frotteurs (französisch se frotter ‚sich reiben – jemand, der ‚frottiert‘, den Boden bohnert‘) August Christian Friedrich Röhling und dessen Ehefrau Caroline Wilhelmine (geborene Weiß). Er hatte einen älteren Bruder, den Genre- und Historienmaler Ernst August Röhling (9. November 1846 – 1. Februar 1887).
Röhling erlernte zunächst von 1867 bis 1870 die Bildhauerei an der Akademie der Bildenden Künste in Berlin, ging aber bald zur Malerei insbesondere der Illustrationskunst über. Zu seinen bekanntesten Gemälden gehört die Spandauer Adelsmesse (1913).
Röhling schuf eine Vielzahl an Gemälden für die Rathäuser in Eger, Krefeld und Spandau, auf denen Szenen aus der deutschen Geschichte dargestellt sind. So bestellten beispielsweise die Stadtverordneten des Stadt Krefeld bei ihm zum Preis von 12.000 M. ein Ölgemälde, auf dem der Einzug Kaiser Wilhelms II. an der Spitze des zweiten Westfälischen Husaren-Regiments Nr. 11 in Krefeld dargestellt ist. Für das Rathaus in Spandau malte er den Übertritt des Kurfürsten Joachim II. zum lutherischen Bekenntnis und für das Rathaus in Eger Wallensteins letzter Gang.
Er illustrierte in ähnlicher Weise nach dem Zeitgeschmack der Kaiserzeit auch Kinderbücher. Viele seiner Werke behandeln bedeutende Persönlichkeiten der deutsch-preußischen Geschichte, beispielsweise Otto von Bismarck oder die Hohenzollern. Gemeinsam mit Julius Kleinmichel fertigte er 1886 ganzseitige Illustrationen für die Kinderwelt: 230 Lieder, Sprüche und Reime. Unter seinen Werken befinden sich Szenen aus dem Leben großer Musiker und Schriftsteller, die Personen aus dem Königshaus begegnen, so unter anderem Prinz Wilhelm von Preußen und seine Braut Augusta besuchen Goethe in Weimar oder Schiller bei der Königin Luise 1804.
Röhling war ab dem 9. Juni 1886 mit Wanda (geborene Busse) verheiratet. Er hatte sich in den Jahren 1908 bis 1909 eine große Villa in der Caspar-Theyß-Straße Nr. 9 erbauen lassen in deren Mansarddach er sich ein Atelier eingerichtet hatte. Die Villa wurde von Arthur Thomae entworfen und steht mit der Nummer 09046419 unter Denkmalschutz.
Er wurde auf dem Friedhof Grunewald, Bornstedter Straße 11 bestattet.

## Werke (Auswahl)
Skulpturen
- Seidlitzstatuette

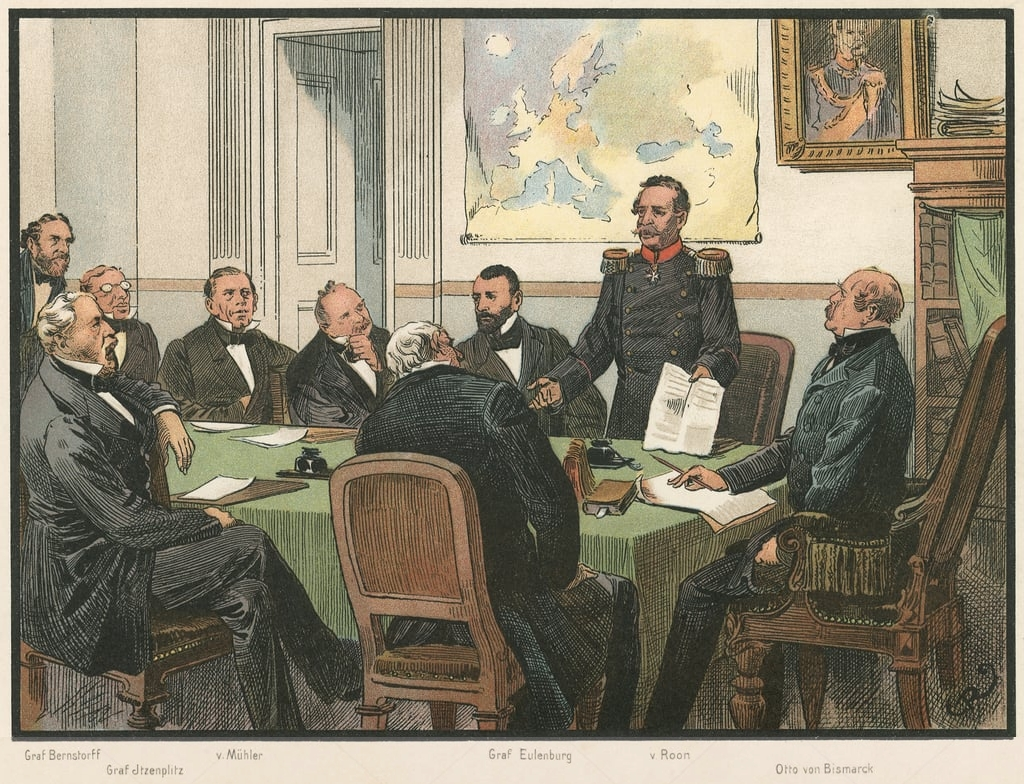
Kabinett Bismarck 1862

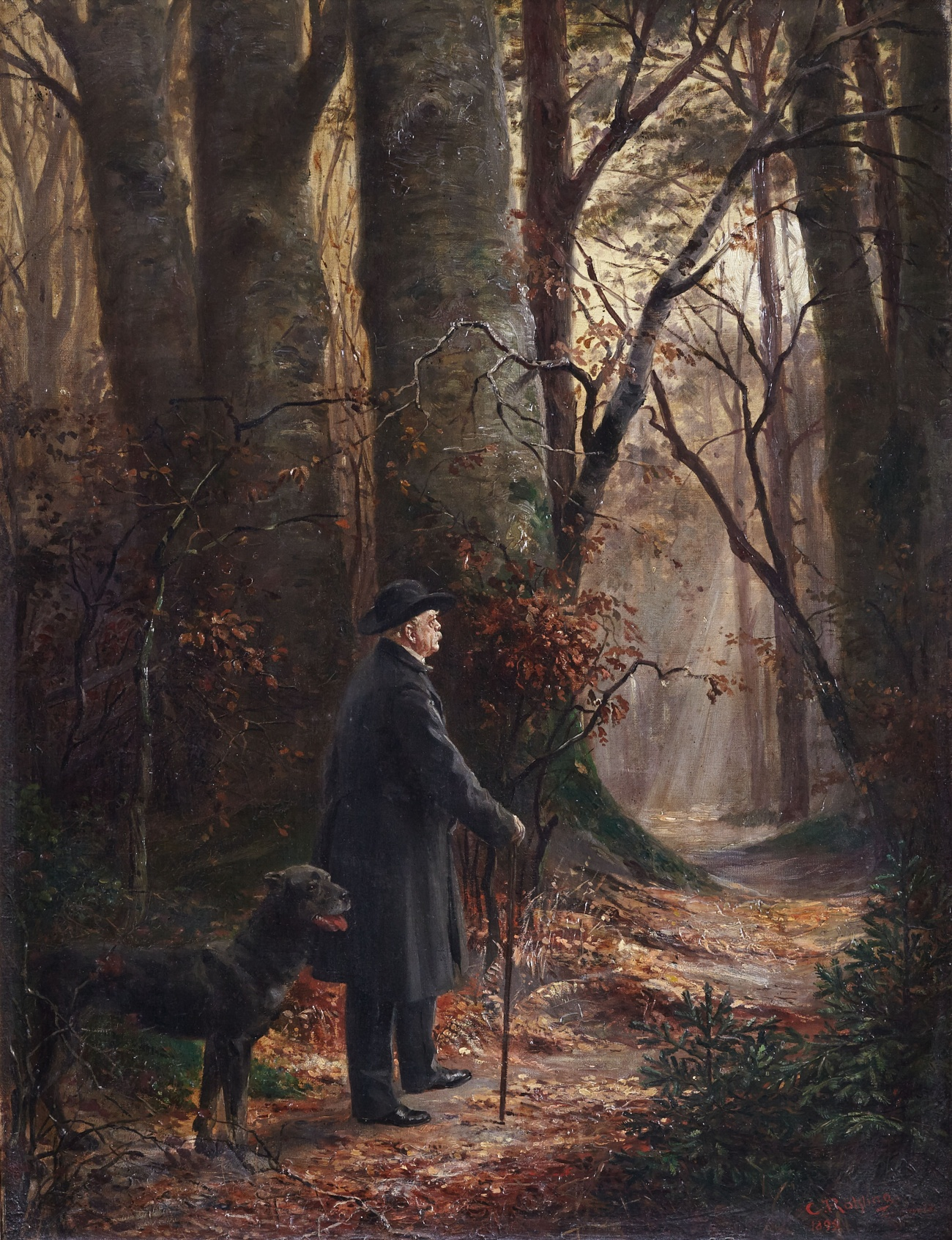
Bismarck mit seiner Dogge im Sachsenwald

- Offizier der I. Bataillon Garde aus friederizianischer Zeit

Gemälde
- 1876: Wer nicht liebt Wein, Weib, Gesang, bleibt ein Narr sein Leben lang (Dekorationsbild, 1890 auch als Radierung)
- 1894: Ausritt Wilhelms II. zur Hnbertusjagd am 8. November 1893
- 1897: Kabinett Bismarck 1862
- 1898: Bismarck mit seiner Dogge im Sachsenwald
- 1913: Abmarsch französischer Truppen aus Spandau 27. April 1813
- 1913: Spandauer Adelsmesse oder Spandauer Abendmahlsfeier am 1. November 1539

Radierungen
- 1886: Beethoven im Jahre 1820
- 1887: Geigenspieler

Bücher
- Heinrich Seidel: Der Besuch in Berlin. Ein Bilderbuch, Dresden 1889. Digitalisiert durch die Zentral- und Landesbibliothek Berlin 2025. URL: urn:nbn:de:kobv:109-1-15504450.
- Otto von Bismarck. Ernstes und Heiteres aus dem Leben des grossen Kanzlers. 40 Bilder (in Farbdruck). Begleitender Text von R. Hofmann. A. Hofmann & C., Berlin 1897.
- mit Richard Sternfeld: Die Hohenzollern in Bild und Wort. M. Oldenbourg, Berlin 1899.
- Hesperiden: Victor Blüthgens Märchen für jung und alt – Vollständige Ausgabe mit 20 ganzseitigen und 20 Textbildern von Ludwig Berwald, Robert Engels, Paul Heydel, W. Müller-Schönfeld, Carl Röhling, Franz Stassen, L. von Zumbusch. Union Deutsche Verlagsgesellschaft, Stuttgart 1900.